# Luna (álbum de Ana Gabriel)
Luna es el título del noveno álbum de estudio grabado por la cantautora mexicana Ana Gabriel. Fue lanzado al mercado bajo los sellos discográficos Sony Latin y Columbia Records el 9 de noviembre de 1993. Este material fue producido por la misma artista.

## Lista de canciones
- Todas las canciones fueron escritas y compuestas por Ana Gabriel, excepto donde se indica.

| Luna |                                |                                                              |          |  |
| N.º  | Título                         | Escritor(es)                                                 | Duración |  |
| 1.   | «Tu nombre es traición»        | Ana Gabriel                                                  | 3:44     |  |
| 2.   | «Luna»                         | Juan Gabriel                                                 | 4:32     |  |
| 3.   | «Pacto de amor»                | Ana Gabriel                                                  | 3:24     |  |
| 4.   | «Estas emociones» (Ode e Adao) | Luiz Caldas Adapt: al español: Ana Gabriel                   | 3:09     |  |
| 5.   | «Me estoy enamorando»          | Ana Gabriel                                                  | 3:49     |  |
| 6.   | «Somos dos»                    | Michael Sullivan Adapt: al español: Ana Gabriel              | 4:20     |  |
| 7.   | «Se que te vas»                | Ana Gabriel                                                  | 4:09     |  |
| 8.   | «Dame una oportunidad»         | Ana Gabriel                                                  | 3:25     |  |
| 9.   | «Eres diferente»               | Ana Gabriel                                                  | 4:45     |  |
| 10.  | «Vaya fin de semana»           | Ana Gabriel                                                  | 4:07     |  |
| 11.  | «Háblame de frente»            | Ana Gabriel                                                  | 3:40     |  |
| 12.  | «Entre dos» (O Bondade)        | Luiz Caldas · Edmundo Cardoso Adapt: al español: Ana Gabriel | 3:02     |  |
| 13.  | «Es diferente» (con Yuri)      | Ana Gabriel                                                  | 4:42     |  |

© MCMXCIII. Sony Music Entertainment (Mexico), S.A. de C.V.

## Sencillos
- Luna (Su 7° #1 por 3 semanas en el Billboard Hot Latin Tracks)
- Estas emociones
- Háblame de frente

### Rendimiento en listas
- "Luna" alcanzó el número 1 en el Billboard Hot Latin Tracks.[2]
- "Estas emociones" alcanzó el puesto 15 en el Billboard Hot Latin Tracks.[3]
- "Háblame de frente" alcanzó el puesto #5 en el Billboard Hot Latin Tracks.[4]

## Lista de álbumes
Este álbum alcanzó la posición #9 en el Billboard Top Latin Albums permaneciendo 30 semanas y alcanzó la posición #6 en Billboard Latin Pop Albums, permaneciendo 26 semanas en el chart.